# Homoki-Nagy Mária
Homoki-Nagy Mária (Szentes, 1959. december 25. –) jogász, tanszékvezető egyetemi tanár.

## Életpályája
1974–1978 között a szentesi Horváth Mihály Gimnázium diákja volt. 1978–1983 között a József Attila Tudományegyetem Állam- és Jogtudományi Karán tanult. 1983-ban ösztöndíjas gyakornok volt a József Attila Tudományegyetem Állam- és Jogtudományi Karán. 1984-ben egyetemi tanársegéd lett. 1989–1990 között DAAD-ösztöndíjas volt Heidelbergben. 1992–1994 között TEMPUS ösztöndíjas volt Münchenben, Heidelbergben és Frankfurtban. 1993-ban egyetemi, doktori fokozatot szerzett. 1993–1996 között egyetemi adjunktus volt. 1995–1997 között a JATE Egyetemi Tanácsának választott tagja volt. 1996-ban PhD. fokozatot szerzett. 1996–2005 között egyetemi docens volt. 1997–1999 között, valamint 2011-től a József Attila Tudományegyetem oktatási rektorhelyettese volt. 2003–2005 között az Szegedi Tudományegyetem Állam- és Jogtudományi Kar oktatási dékánhelyettese volt. 2004-ben habilitált. 2005 óta egyetemi tanár. 2005-ben a Szegedi Tudományegyetem Állam- és Jogtudományi Kar Magyar Jogtörténeti Tanszék tanszékvezetőjévé nevezték ki. 2006–2010 között a Magyar Tudományos Akadémia Szegedi Akadémiai Bizottság tudományos titkára, 2013–2020 között elnöke volt. 2015 óta az SZTE Egyetemi Doktori Bizottságnak és az Egyetemi Habilitációs Bizottság tagja. 2016 óta a Habilitációs szakbizottság, valamint az SZTE ÁJTK Tudományos Diákköri Bizottság elnöke. 2016–2019 között a Társadalomtudományi Doktori Tanács elnöke volt.

## Művei
- A jobbágyfelszabadítás kérdése a badeni törvényhozás előtt (1993)
- A jobbágy-parasztság tulajdonjogi és birtokjogi helyzete a 19. században (1996)

## Díjai
- Magyar Felsőoktatásért Emlékplakett (2004)
- Mestertanár Aranyérem (2007)[2]
- Apáczai Csere János-díj (2014)
- Szentes díszpolgára (2011)[3]
- Pro Universitate-díj (2014)[4]
- A Magyar Érdemrend tisztikeresztje (2016)[2]
- Szegedért Alapítvány fődíja (2019)[5]